# Звинувачення дітей-африканців у чаклунстві
У перше десятиріччя XXI звинуваченню дітей-африканців у чаклунстві приділялася підвищена увага з боку багатьох країн.
Явище полювання на відьом в Субсахарській Африці відоме з давніх давен, однак питання нагально підіймається у зв’язку з діяльністю таких “харизматичних” проповідувачів та проповідувачок, як Гелен Укпабіо, а також через “бідність, урбанізацію, роздрібнених спільнот та конфлікти всередині них”.

## Практика
Нещодавні звіти, надані ЮНІСЕФ, Управлінням Верховного комісара ООН у справах біженців, Save the Children та Human Rights Watch також акцентують увагу на насильстві стосовно дітей, яких звинувачують у чаклунстві в Африці. Звинувачення у відьомстві там сприймаються надзвичайно серйозно, оскільки в тамтешній культурі “відьма” є уособленням злої долі, хвороби й смерті. Таким чином, відьма є найбільш ненависною особою в африканському суспільстві й засуджується до покарань, тортур і навіть смерті.

Жертвами звинувачень у чаклунстві в Африці зазвичай є люди похилого віку, особи з обмеженими можливостями, особливостями зовнішності- зокрема альбіноси, або тими, хто за будь-якою ознакою виділяється з суспільства. Останнім часом, через вплив стрімкої урбанізації, занепаду економіки, а також епідемії ВІЛ/СНІД, діти все частіше стають жертвами звинувачень у чаклунстві, особливо це стосується сиріт. Серед інших факторів поширення явища можна виділити загальні соціальні конфлікти, нівечення системи освіти та зростання кількості проповідувачів та проповідувачок на кшталт Гелен Укпабіо (очільниця та засновниця африканської Євангелістської франшизи Liberty Foundation Gospel Ministries; відома численними звинуваченнями у підбурюванні насильства й смерті стосовно дітей, яких звинуватили у чаклунстві). Також віру у дітей-відьом поширюють та легітимують релігійно натхненні фільми. Неповнолітні жертви звинувачень у чаклунстві більш є більш вразливими, ніж дорослі, оскільки вони не в змозі захистити себе, адже стикаються з фізичним і психологічним насильством від власних сімей та суспільства.
Масштаб та інтенсивність нещодавніх полювань на відьом, що спрямовані на дітей, визначаються як безпрецедентні у писемній історії.

- етнолог Фелікс Рідель
Діти, що звинувачуються у чаклунстві, можуть бути піддані екзорцистським ритуалам з боку пасторів-п’ятдесятників, які змішують християнські традиції з африканськими віруваннями у магію. Такий екзорцизм може включати ув'язнення, голодування, насильницьке напування небезпечними речовинами або навіть підпалювання за допомоги бензину. В інших випадках звинувачені діти виключаються з суспільства, вимушені жити на вулицях. Дітьми торгують або їх вбивають. 

## За країнами

### Ангола
В Анголі багато дітей-сиріт звинувачуються родичами в чаклунстві та демонічній одержимості для того, аби виправдати небажання сім’ї забезпечувати їх існування. Серед методів “покарань”, що застосовуються: голодування, побиття, втирання незрозумілих субстанцій, зв’язування та ув’язнення за допомоги ланцюгів. Багато хто з цих дітей цькуються суспльством та опиняються в притулках.

### Ґамбія
В Ґамбії приблизно 1,000 людей, звинувачених у чаклунстві, було зачинено в урядових центрах ув’язнення, станом на березень 2009. Згідно з даними Амнесті Інтернешнл, їх заставляли пити галюциногенні зілля, а потім зізнаватися у чаклунстві.

### Уганда
Традиційні лікарі — знахарі — надають консультації тим, хто може їм платити. Через знахарів “духи” спілкуються та просять пожертви, які принесуть заспокоєння, процвітання клієнтам. Часто в ролі пожертвувань виступають кози чи курки, однак, у випадку, якщо така жертва не задовольняє виконання бажань клієнтів, “духи” потребують людських жертв. Коли жертвується дитина, знахар з асистентами беруть на себе продовження процесу, що включає: полювання на відьом, викрадення, що може включати видалення певних частин тіла з метою створення спеціального зілля, а також, за необхідності, знищення тіла дитини.

### Нігерія
В Нігерії Гелен Укпабіо та інші п'ятидесятники інтегрують африканські традиційні вірування в християнську ідеологію, що провокує кампанію насильства проти молодих нігерійців. Діти та, конкретно, немовляти позиціонуються як зло, й потерпають від  жорстокого поводження, їх покидають та навіть вбивають через ці ідеї. Прововідувачі заробляють гроші на страху, забезпечуючи батькам та громадам послугу дороговартісного екзорцизму. Захисники прав людини, що чинять опір цій практиці, також страждають від погроз, і декотрі, як, наприклад, Лео Ігве, зазнали шкоди, а саме, переслідувань, з боку поліції. За оцінкою одного з джерел, близько 15,000 дітей в Дельті Нігер було вижено на вулиці через звинувачення у чаклунстві.
[Дітей] забирають до церков, де їх піддають антигуманним діям та тортурам під назвою «екзорцизм». Їх прив’язують ланцюгами, морять голодом, рубають мачете, лінчують та вбивають.
- гуманіст Лео Ігве
В Аква-Ібомі та Крос-Ривері близько 15,000 осіб були названі чаклунами — більшість з них опинилися на вулиці, піддані лайкам. На четвертому каналі ВВС було випущено документальний фільм “Рятуючи африканських дітей-відьом”, який демонструє роботу Гарі Фокскрофта та Крокуючих Каменів Нігерії над подоланням цієї жорстокості.

### Сьерра-Леоне
У Сьерра-Леоне та сусідніх країнах молоді особи, що вціліли від епідемії еболи, часто звинувачуються в чаклунстві, втративши під час хвороби батьків та суспільну підтримку через забобони. Згідно зі спірним емпіричним конструктом, хворі немовлята мають кращі показники виживання через відьом: Багато дітей виживають виключно через те, що їх матері впевнені, що діти вільні від чаклунства — оскільки це провокує більш спокійне, турботливе ставлення батьків. Таким чином, спостерігається зниження показника дитячої смертності через рух відьомського очищення.

### Конго
В Демократичній республіці Конго, за оцінками, 25,000 безхатніх дітей. З них, 60% було вижено з домівок через звинувачення у чаклунстві. Звинувачення є єдиною причиною, що виправдовує вигнання родичів з дому, незважаючи на ступінь рідства. Через че близько 50,000 дітей знаходяться в церквах заради проведення екзорцизму.

### Ефіопія
Мінгі — це традиційна віра, поширена серед народу Хамер, і тих, хто спілкується мовами омот і каро у південній Ефіопії, що вчить тому, що дорослі й діти з фізичними вадами є ритуально брудними. Існує повір’я, ніби-то діти поширюють злісний вплив на інших, тому діти з обмеженими можливостями традиційно не мають належного поховання. Дітей вбивають примусовою сепарацією від племені, залишаючи у джунглях або потопаючи в річці. Серед причин, що оголошують особу нечистою, брудною, може бути народження поза шлюбом, народження близнюків, прорізування зубів на верхній щелепі, змість нижній, і відкол зубу у дитинстві.

## Вирішення проблеми
Дотепер втручання були обмеженими й локалізованими, як, наприклад, безпечні простори, що керуються Safe Child Africa та їх партнерами в Аква-Ібом в Нігерії єпископом Еміліо Самбелело з католицької церкви ім. св. Джозефа,  Єпархією Уіже в Анголі й Просвітом Африки в Малаві. Після розповсюдження документальних фільмів на цю тему, таких як "Збереження африканських чаклунських дітей" (2008) та "Відправлення: повернення до дітей-відьом Африки", зростає глобальне усвідомлення проблеми звинувачень дітей у чаклунстві в Африці, як свідчать вищезгадані звіти ЮНІСЕФ та УВКБ ООН.
Згідно з доктором Ервіном Ван дер Меером, дослідником з університету Південної африки, імовірно, що підвищення глобальної обізнаності стосовно проблеми звинувачень дітей у чаклунстві поступово призведе до більш ініціативних дій та захисту жертв цієї релігійної практики. Проте, так само нагальним є вирішення підлеглих соціо-економічних, політичних та факторів, пов’язаних з довкіллям, що пов’язані з проблемою звинувачень у чаклунстві.
Тимчасом, Ван дер Меер припускає, що населення країн, де поширена віра у чаклунство та магію, має усвідомлювати, що катування й вбивства дітей є неприпустимими. Цього можна досягти шляхом впровадження поінформованості і кампаній упередження насильства, конференціями й теологічною освітою за підтримки релігійних лідерів. Судоустрій, організації захисту прав людини, місцеві та національні управління, а також громадянське суспільство може цього досягнути.